# Diakonia Kościoła Ewangelicko-Augsburskiego w RP
Diakonia Kościoła Ewangelicko-Augsburskiego w RP – organizacja prowadząca służbę diakonijną przy Kościele Ewangelicko-Augsburskim w Polsce w poszczególnych parafiach. Jej nadrzędnym celem jest niesienie pomocy potrzebującym. Posiada status organizacji pożytku publicznego. Jej prezesem jest ks. bp Ryszard Bogusz, zaś dyrektorem generalnym Wanda Falk.

## Historia
Kościoły protestanckie od chwili swojego powstania prowadziły służbę diakonijną skupiającą się na niesieniu pomocy ludziom potrzebującym niezależnie od ich wyznania. W okresie międzywojennym w Dzięgielowie z inicjatywy ks. Karola Kulisza powstał Diakonat żeński Eben-Ezer. W Warszawie ks. Zygmunt Michelis założył Diakonat Tabita prowadzący dzieło miłosierdzia parafii św. Trójcy w Warszawie. W okresie powojennym kościół stracił wszystkie szpitale, ośrodki pomocy, ochronki, domy opieki dla osób starszych, stały się one własnością państwa. Na Górnym Śląsku powojenna praca diakonijna Kościoła Ewangelicko-Augsbugskiego w RP odwołuje się do działalności ośrodka diakonijnego "Ostoja Pokoju" (niem. Haus Friedenshort) założonego w 1890 roku przez Ewę von Tiele-Winckler w Miechowicach. W 1992 roku Synod Kościoła zobowiązał wszystkie diecezje do powołania Diecezjalnych Komisji ds. Diakonii, jednocześnie zachęcono parafię do organizowania Parafialnych Komisji ds. Diakonii. 10 lutego 1999 roku Diakonia Kościoła uzyskała osobowość prawną. W 2000 roku Synod Kościoła wybrał ks. bp sen. Jana Szarka na pierwszego prezesa Diakonii Kościoła Ewangelicko-Augsburskiego. Od 2005 roku prezesem Diakonii jest ks. bp. Ryszard Bogusz.
Święto diakonii obchodzone jest we wszystkich parafiach  Kościoła Ewangelicko-Augsburskiego w 13. Niedzielę po Trójcy Św.

## Działalność
Diakonia Kościoła realizuje swój podstawowy cel przez różnego rodzaju formy aktywności:
1. tworzenie i wspieranie instytucji oraz inicjatyw dotyczących udzielania bliźnim różnych form pomocy;
2. rozpoznanie nowych obszarów pracy w sferze socjalnej;
3. kształcenie i dokształcanie współpracowników i wolontariuszy (seminaria, konferencje, stypendia);
4. udzielanie wszechstronnej pomocy rodzinom - kolonie dla dzieci, stypendia;
5. opiekę nad ludźmi chorymi, starymi, niepełnosprawnymi - zakup leków, wypożyczanie sprzętu rehabilitacyjnego;
6. współpracę z przedstawicielami opieki społecznej, instytucjami państwowymi, fundacjami socjalnymi;
7. reprezentowanie diakonii wobec opinii publicznej;
8. w razie potrzeby tworzenie i utrzymywanie instytucji do wypełniania zadań diakonijno-opiekuńczych;
9. przeprowadzanie zbiórek na cele diakonijne;
10. współdziałanie z innymi przedstawicielami służby diakonijnej Kościołów chrześcijańskich na polu ekumenicznym w kraju i za granicą włącznie z możliwością organizacyjnej współpracy;
11. przygotowywanie wniosków o dofinansowanie i opracowywanie projektów.

## Struktura organizacyjna
Na czele Diakonii Kościoła stoi Prezes Diakonii (wybierany na 5letnią kadencję spośród biskupów Kościoła Ewangelicko-Augsburskiego), nad jej pracami czuwa Rada Diakonii w skład której wchodzą z urzędu: Biskup Kościoła, Prezes Diakonii, Prezes Synodu Kościoła oraz po dwóch wybranych przedstawicieli Synodalnej Komisja ds. Diakonii, Konsystorza oraz wybranych przez Synod członków Diecezjalnych Rad Diakonii. Bieżącymi sprawami Diakonii zajmuje się wybierany na 5 letnią kadencję dyrektor generalny.
W ramach Diakonii Kościoła istnieje:
- Diakonia Diecezji Cieszyńskiej Kościoła Ewangelicko-Augsburskiego w RP,
- Diakonia Diecezji Katowickiej Kościoła Ewangelicko-Augsburskiego w RP,
- Diakonia Diecezji Mazurskiej Kościoła Ewangelicko-Augsburskiego w RP,
- Diakonia Diecezji Pomorsko-Wielkopolskiej Kościoła Ewangelicko-Augsburskiego w RP,
- Diakonia Diecezji Warszawskiej Kościoła Ewangelicko-Augsburskiego w RP,
- Diakonia Diecezji Wrocławskiej Kościoła Ewangelicko-Augsburskiego w RP

Diakonia prowadzi również:
- 10 Domów Opieki (Ukta, Wrocław, Mikołajki, Dzięgielów, Miechowice, Węgrów, Bielsko-Biała, Warszawa, Zagórów)
- Diakonat Żeński "Eben-Ezer" w Dzięgielowie,
- 22 Stacje Diakonijne (m.in. w Szczecinie, Drogomyślu, Istebnej, Karpaczu, Łodzi, Poznaniu, Wałbrzychu, Zielonej Górze)
- 11 Świetlic środowiskowych i socjoterapeutycznych oraz klubów dla dzieci i młodzieży (m.in. w Katowicach-Szopienicach, Zabrzu, Cieszynie)
- Rodzinny Dom Dziecka w Dzięgielowie,
- Lasowicki Dom Tolerancji i Kultury
- Przedszkola Niepubliczne Jedyneczka i Bajka w Wałbrzychu
- Niepubliczne Przedszkole Muzyczno-Językowe "Wesołe Nutki" we Wrocławiu.
- Punkt Konsultacyjny „Poradnictwo Rodzinne – Przeciw przemocy”

## Współpraca
Diakonia Kościoła Ewangelicko-Augsburskiego w RP współpracuje z katolickim Caritasem oraz prawosławną Eleos przy corocznej akcji Wigilijne Dzieło Pomocy Dzieciom. Oprócz tego Diakonia współpracuje z Rycerskim Zakonem Joannitów, niemieckimi Diakoniami oraz innymi międzynarodowymi organizacjami diakonijnymi. Uczestniczy w programie Wolontariat Europejski.